# Ефективний переріз
Ефективний переріз — фізична величина, що характеризує можливість переходу системи двох частинок, що взаємодіють, у певний кінцевий стан, кількісна характеристика актів зіткнення частинок потоку, що налітає на ціль, із частинками мішені. Широко застосовується в атомній та ядерній фізиці при дослідженні процесів розсіювання пучків частинок на мішенях.
Ефективний переріз має розмірність площі. Наочно цю величину можна уявити як умовну суму поперечних перерізів частинок, з яких складається мішень. При опроміненні цієї мішені рівномірним потоком, частинки, що складають потік, повинні потрапити в цей переріз. Частинки, які «промахнуться» — не братимуть участі в аналізованому каналі взаємодії.

## Визначення
Ефективний переріз визначають як відношення числа взаємодій {\displaystyle N} за одиницю часу для потоку частинок сорту {\displaystyle 1} із густиною частинок {\displaystyle n_{1}}, які летять зі швидкістю {\displaystyle v_{1}} і падають на мішень, що складається з частинок сорту {\displaystyle 2} із густиною частинок {\displaystyle n_{2}} та об'ємом {\displaystyle V} до густини потоку {\displaystyle n_{1}v_{1}} і до числа частинок у мішені {\displaystyle n_{2}V}:
{\displaystyle \sigma ={\frac {N}{n_{1}v_{1}n_{2}V}}}
Такий переріз із достатньою повнотою характеризує, наприклад, процес поглинання (нейтрона або фотона). З відомого перерізу поглинання та густини поглинальних центрів {\displaystyle n_{2}} можна підрахувати коефіцієнт поглинання {\displaystyle \mu } частинок сорту 1 у матеріалі мішені:
{\displaystyle \mu =n_{2}\sigma .}

### Диференціальний переріз розсіювання
У разі пружного розсіювання пучка частинок, розсіяні частинки вилітають під різними кутами відносно напрямку імпульсу частинки, що падає. Детальний опис цього процесу дає диференціальний ефективний переріз {\displaystyle \left({\mathrm {d} \sigma  \over \mathrm {d} \Omega }\right)}, у визначення якого замість повного числа взаємодій за одиницю часу входить диференціал числа взаємодій за одиницю часу {\displaystyle \mathrm {d} N} в результаті яких частинка сорту 1 набула імпульсу з напрямком у елементі тілесного кута ({\displaystyle \mathrm {d} \Omega }):
{\displaystyle \mathrm {d} \sigma ={\frac {\mathrm {d} N}{n_{1}v_{1}n_{2}V}}} або {\displaystyle {\frac {\mathrm {d} \sigma }{\mathrm {d} \Omega }}={\frac {\frac {\mathrm {d} N}{\mathrm {d} \Omega }}{n_{1}v_{1}n_{2}V}}}
Інтегрування за повним тілесним кутом дає повний переріз для розсіювання на будь-які кути:
{\displaystyle \sigma =\int {d\sigma  \over d\Omega }d\Omega }
За наявності непружних взаємодій повний переріз складається з перерізу для пружних та непружних розсіянь. Для кожного типу (каналу) непружних взаємодій можна ввести окремий ефективний переріз.

### Диференціальний переріз реакції
При проходженні через мішень, частинки сорту {\displaystyle 1} стикаються з частинками сорту {\displaystyle 2} і вступають у реакцію {\displaystyle 1+2\rightarrow 3+4}, в результаті якої з мішені вилітають частинки сортів {\displaystyle 3} і {\displaystyle 4}. Позначимо як {\displaystyle dN} кількість частинок сорту {\displaystyle 3} або {\displaystyle 4}, які за 1 с пролітають через елемент {\displaystyle dS} поверхні, що стягує нескінченно малий елемент тілесного кута {\displaystyle d\Omega }. Ефективним перерізом називають величину {\displaystyle d\sigma ={\frac {dN}{n_{1}v_{1}n_{2}V}}}. Диференціальний ефективний переріз дорівнює відношенню ефективного перерізу до елемента тілесного кута {\displaystyle {\frac {d\sigma }{d\Omega }}={\frac {\frac {dN}{d\Omega }}{n_{1}v_{1}n_{2}V}}}. Інтегральний ефективний переріз дорівнює {\displaystyle \sigma =\int d\sigma =\int {\frac {d\sigma }{d\Omega }}d\Omega ={\frac {N}{n_{1}v_{1}n_{2}V}}}, де {\displaystyle N} — повна кількість частинок {\displaystyle 3} або {\displaystyle 4}, що вилітають за одиницю часу з тонкої мішені.

## Ядерна фізика
Ефективний переріз широко використовують у ядерній та нейтронній фізиці для виражання ймовірності перебігу певної ядерної реакції при зіткненні двох частинок.
Типовий радіус атомного ядра становить близько 10−14 м, тобто поперечний переріз ядра — близько 10−28 м². Очікується, що перерізи взаємодій частинок з ядром повинні мати приблизно таку величину. Вона отримала власну назву — барн, і зазвичай використовується як одиниця вимірювання перерізу ядерних реакцій. Однак, насправді перерізи реакцій можуть змінюватися в дуже широких межах.
Якщо радіус ядра більший, ніж довжина хвилі де Бройля частинки, що налітає (великі енергії), то максимальний переріз визначається геометричними розмірами ядра (πR²). В області малих енергій максимальний переріз визначається, навпаки, довжиною хвилі де Бройля. Реальні значення перерізів можуть бути набагато меншими за максимальні, вони залежать від енергії частинок, що налітають, типу реакції, орієнтації спінів частинок тощо.

### Нейтронні перерізи ядер

Перерізи розсіювання (суцільні лінії) та захоплення (точкові) нейтрона для ядер різних елементів

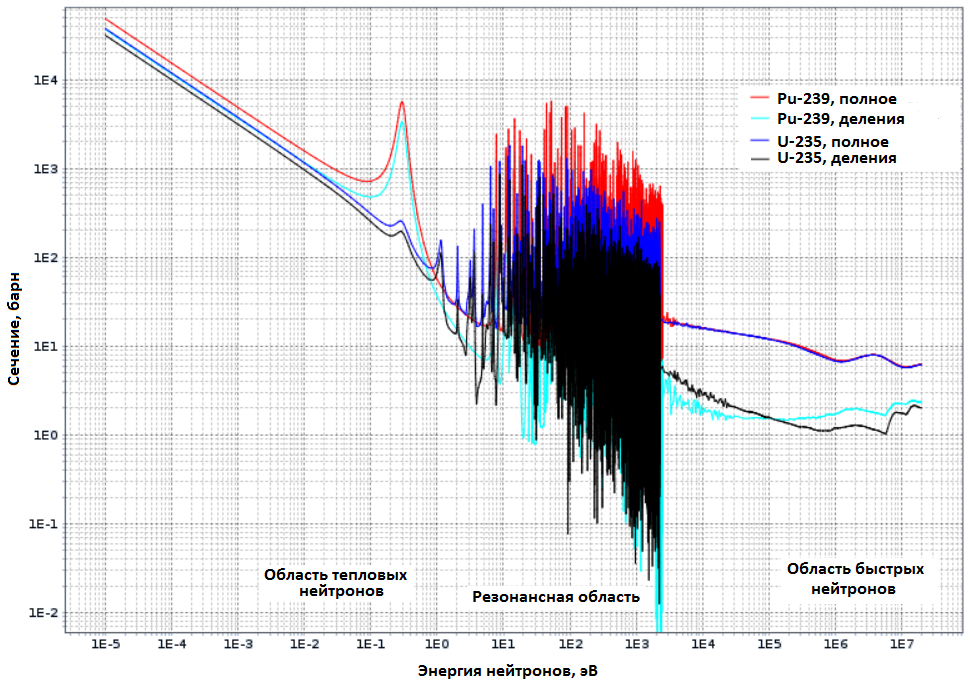
Повний переріз реакції з нейтроном та переріз поділу для U-235 та Pu-239

Взаємодія ядра атома і нейтрона є наріжним каменем ядерних технологій. Імовірність взаємодії ядра і нейтрона називають повним перерізом. Процес взаємодії може відбуватися за кількома схемами. Імовірність кожної конкретної схеми (її переріз взаємодії) залежить від складу ядра та кінетичної енергії нейтрона:
- Пружне розсіювання, у якому ядро зберігає цілісність. Нейтрон та ядро змінюють свої кінетичні енергії відповідно до законів механіки. Імовірність такого сценарію характеризує переріз розсіювання.
- Ядерна реакція, за якої ядро поглинає нейтрон (захоплення нейтрона). Її ймовірність характеризує переріз захоплення. Існує багато сценаріїв наслідків захоплення нейтрона, кожен із яких також може характеризуватись своїм перерізом. Наприклад, деякі ядра після захоплення стають нестабільними і розпадаються. Таку ймовірність характеризують перерізом поділу.
- Непружне розсіювання, за якого ядро розвалюється під ударом нейтрона.

| елемент | нейтронний переріз, барн | нейтронний переріз, барн | нейтронний переріз, барн | нейтронний переріз, барн |
| елемент | поглинання               | поглинання               | розсіювання              | розсіювання              |
| елемент | теплові нейтрони         | швидкі нейтрони          | теплові нейтрони         | швидкі нейтрони          |
| ------- | ------------------------ | ------------------------ | ------------------------ | ------------------------ |
| C       | 0,0034                   | 0,0001                   | 4,75                     | 0,619                    |
| Na      | 0,515                    | 0,002                    | 4                        | 0,437                    |
| Fe      | 2,55                     | 0,010                    | 10,9                     | 0,85                     |
| Zr      | 0,185                    | 0,023                    | 6,40                     | 0,97                     |
| 238U    | 2,7                      | 0,331                    | 8,9                      | 0,664                    |